# كاناغي
كاناغي (باليابانية: かんなぎ، بالروماجي: Kannagi) هي سلسلة مانغا يابانية من تأليف ورسم إيري تاكيناشي، نشرت من قبل إيتشيجينشا في مجلة Comic Rex، منذ يناير عام 2006 حتى سبتمبر عام 2017. تم تجمع فصول المانغا في 12 مجلد تانكوبون. أنتجت إلى مسلسل أنمي تلفزيون من قبل استوديو أيه-1 بكتشرز بالتعاون مع استوديو أورديت، عرض في 4 أكتوبر عام 2008 واستمر عرضه حتى 27 ديسمبر عام 2008، وتكون من 13 حلقة + أوفا.

## القصة
تدور أحداث القصة جين الذي يستخدم جذرع
شجرة مقدسة ليقوم بصنع منحوتة خشبية لمشروع المدرسة، يتحول الجذع إلى فتاة، وهي إلهة مهمتها هي تطهير العالم من الشر، ولكن بسبب قطع شجرتها المقدسة ضعفت قواها، وهي غاضب جدًا لأن شجرتها قد قطعت، وتعيش مع جين بينما تفرغ غضبها في قتل الحشرات.

## الشخصيات

### الشخصيات الرئيسية
ناغي (باليابانية: ナギ، بالروماجي: nagi)
أداء صوتي: هاروكا توماتسو
جين ميكوريا (باليابانية: 御厨 仁، بالروماجي: Mikuriya Jin)
أداء صوتي: هيرو شيمونو
تسوغومي آوبا (باليابانية: 青葉 つぐみ، بالروماجي: Aoba Tsugumi)
أداء صوتي: ميوكي ساواشيرو
زانغي (باليابانية: ざんげ، بالروماجي: Zange)
أداء صوتي: كانا هانازاوا
هاكوا سوزوشيرو (باليابانية: 涼城 白亜، بالروماجي: Suzushiro Hakua)
أداء صوتي: كانا هانازاوا

### شخصيات أخرى
دايتيتسو هيبيكي (باليابانية: 響 大鉄، بالروماجي: Hibiki Daitetsu)
أداء صوتي: تاكانوري هوشينو
ميغورو أكيبا (باليابانية: 秋葉 巡، بالروماجي: Akiba Meguru)
أداء صوتي: تتسيا كاكيهارا
شينو أوكوتشي (باليابانية: 大河内 紫乃، بالروماجي: Ōkouchi Shino)
أداء صوتي: ماي ناكاهارا
تاكاكو كيمورا (باليابانية: 木村 貴子، بالروماجي: Kimura Takako)
أداء صوتي: ريسا هاياميزو
ريري سوزوشيرو (باليابانية: 涼城 怜悧، بالروماجي: Suzushiro Reiri)
أداء صوتي: كينتا مياكي
أوزوما (باليابانية: 大東، بالروماجي: Ozuma)
شوهو هينوي (باليابانية: 火上 祥峰، بالروماجي: Hinoue Shōhō)

## وصلات خارجية
- موقع الأنمي الرسمي باللغة اليابانية
- كاناغي على موقع أيه-1 بكتشرز باللغة اليابانية
- Eri Takenashi's personal blog باللغة اليابانية
- كاناغي على موقع ANN manga (الإنجليزية)